# Publius Silius (Suffektkonsul)
Publius Silius war ein römischer Politiker und Senator im 1. Jahrhundert n. Chr.
Die Silii Nervae wurden unter Augustus unter die Patrizier aufgenommen. Silius war möglicherweise ein Sohn des Publius Silius Nerva, Konsul im Jahr 20 v. Chr. Seine Karriere ist bis zu seinem Tribunat unter dem Prokonsul von Macedonia, Gaius Velleius Paterculus, um 2 n. Chr., nicht bekannt. Im Jahr 3 n. Chr. bekleidete Silius das Suffektkonsulat.